# Гицелов, Александр Вадимович
Алекса́ндр Вадимович Гице́лов (24 ноября 1963, СССР) — советский футболист, нападающий. Мастер спорта СССР (1988).

## Биография
С 1981 играл за ростовский «Ростсельмаш». В первой и второй лигах сыграл за команду в 1981—1988 годах 249 матчей, забил 90 голов.
В середине 1988 перешёл в московское «Торпедо», в составе которого стал двукратным бронзовым призёром чемпионата СССР (1988, 1991) и двукратным финалистом Кубка СССР (1989, 1991).
Сезон 1991/92 провёл в польском клубе «Заглембе» Любин. Летом уехал в Швецию, где выступал за различные клубы и закончил карьеру в 2002 году.

## Личная жизнь
От первой жены, гандболистки сборной СССР Нелли Сагитовой (Гицеловой), есть сын Пётр, также профессиональный футболист. Жена всегда выступала за гандбольную команду того города, где играл её муж.
Вторая жена — шведка по национальности. От этого брака сын Понтус (род. 1995) — также футболист.